# Kepler-27
Kepler-27 — звезда, которая находится в созвездии Лебедь на расстоянии около 4240 световых лет от нас. Вокруг звезды обращаются, как минимум, две планеты, и два кандидата в планеты. 

## Характеристики
Kepler-27 представляет собой звезду 15,8 видимой звёздной величины, по размерам и массе уступающую нашему Солнцу. Масса звезды по устаревшим данным равна 65% солнечной, а радиус — 59%. Температура поверхности составляет приблизительно 5400 кельвинов — это намного меньше температуры поверхности Солнца. По новым данным, приведенным на сайте allplanets.ru, радиус звезды равен 92% солнечного, масса неизвестна.

## Планетная система

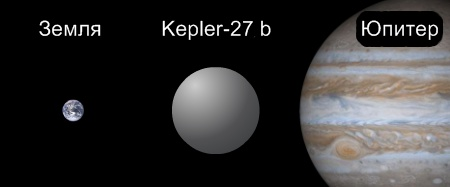
Сравнительные размеры Земли, Kepler-27 b и Юпитера.

В 2012 году группой астрономов, работающих с данными, полученными орбитальным телескопом Kepler, было объявлено об открытии двух планет в системе. Обе они представляют собой очень теплые газовые гиганты, обращающиеся очень близко к родительской звезде по круговым орбитам. Масса планеты Kepler-27 b меньше 9,11 масс Юпитера (тайминг транзитов дает грубую оценку в 28 земных масс) , радиус  равен 5,31 земного. Полный оборот вокруг звезды она совершает за 15,3349 земных суток.
Верхний предел массы Kepler-27 c по критериям динамической стабильности - 13,8 массы Юпитера. Почти наверняка истинная масса планеты гораздо меньше (оценка TTV-методом - 51 земных масс). Этот очень теплый мини-сатурн обращается на расстоянии 0,194 а.е. от родительской звезды, совершая полный оборот за 31,331 земных дней.
В июне 2012 года немецкими астрономами было обнаружено наличие в системе ещё двух кандидатов в планеты. Первый из них - Kepler-27 d - самая внутренняя и самая маленькая (из обнаруженных) планета системы, радиус которой - 2,65 земных. Родительскую звезду она обегает за 6,5463 земных дней. Информации о втором, Kepler-27 e, намного меньше - в данных был обнаружен только один, продолжительный транзит, соответствующий планете с радиусом в 4,12 земных. Орбита этого кандидата лежит намного дальше - на 2,44 а.е. Если он подтвердится, то станет самой холодной (эффективная температура равна 146 К) и самой долгопериодичной планетой, обнаруженной методом транзитов.
.